# Eugène Atget

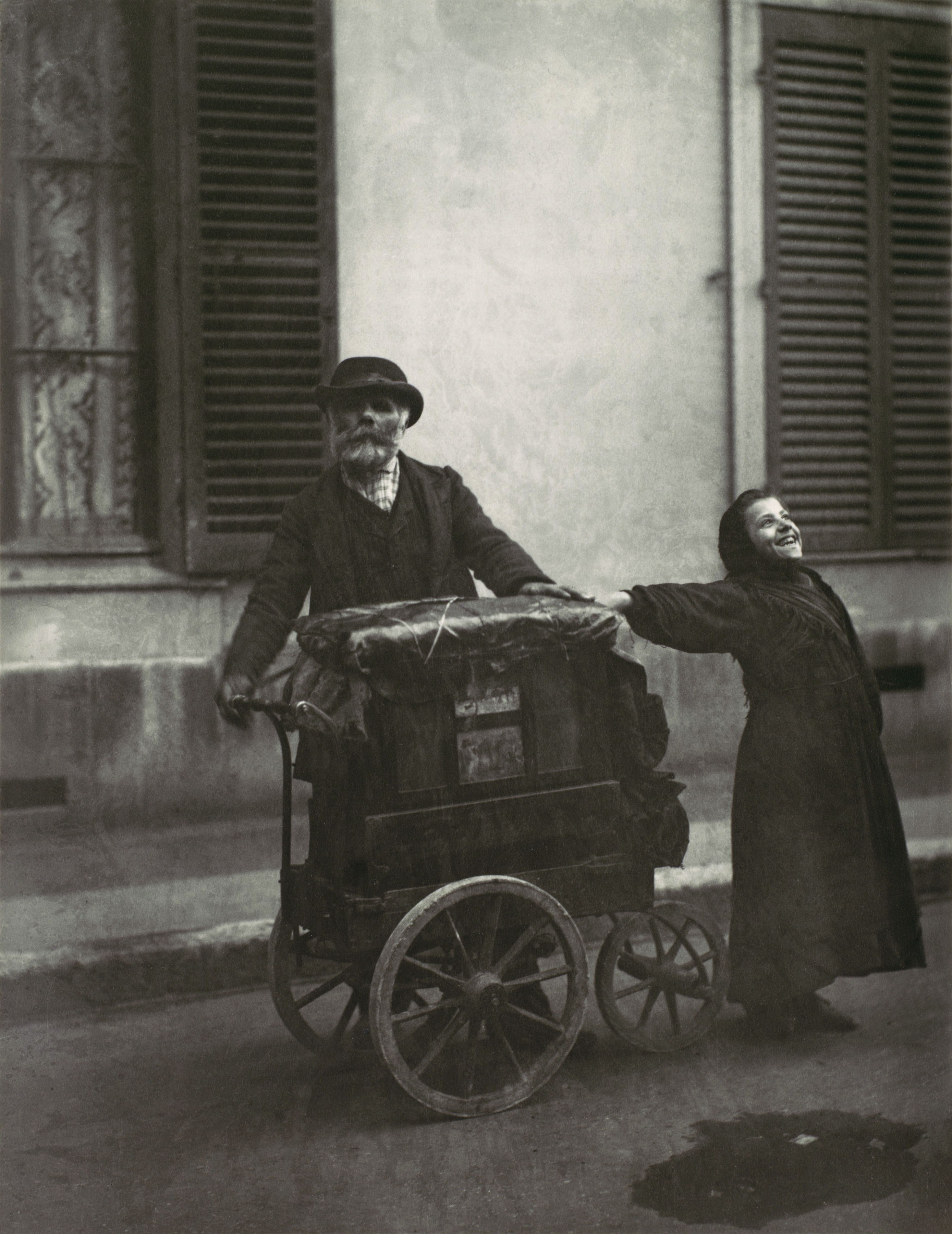
Organillero en una calle de París, 1898.

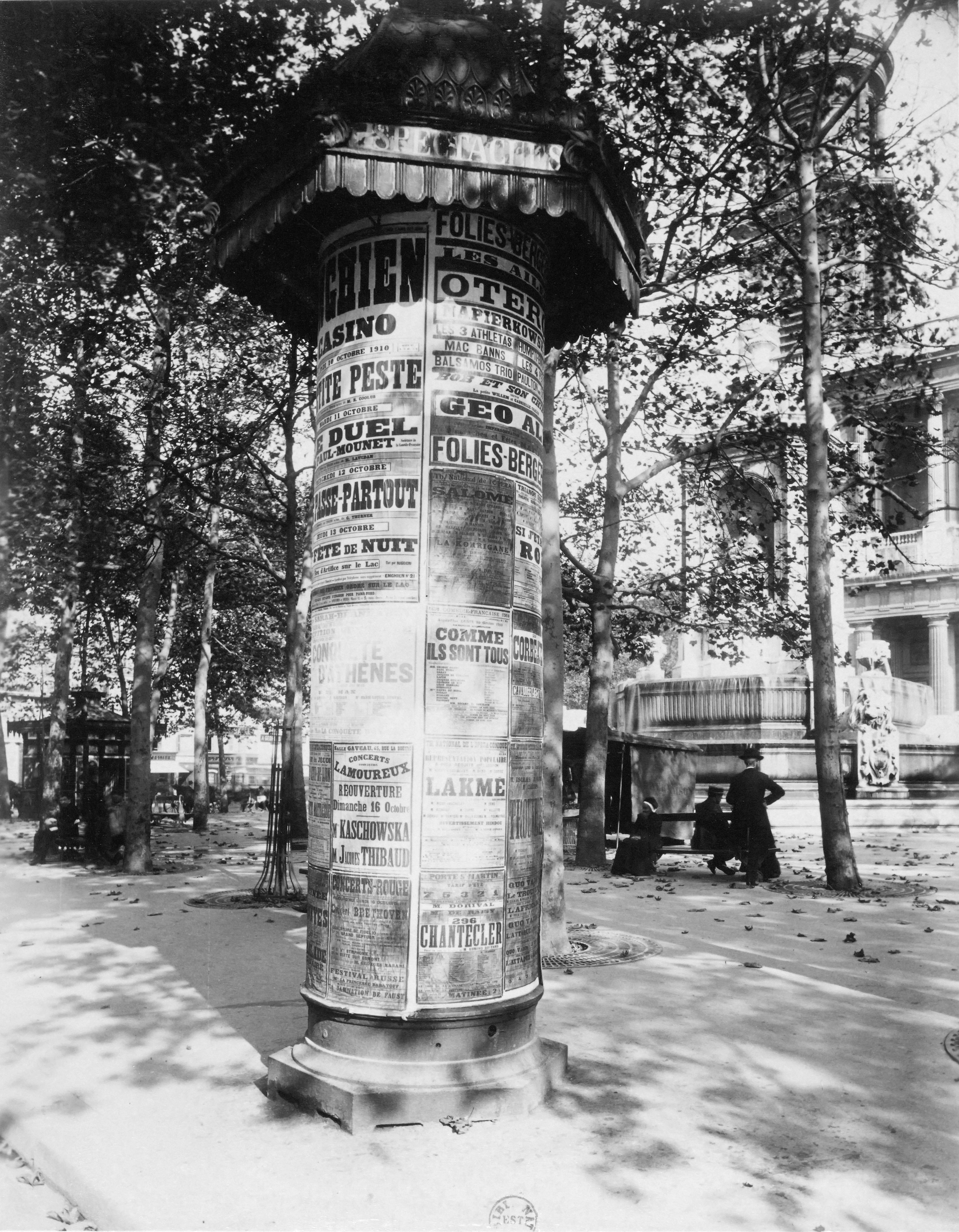
Colonne Moris, Plaza Saint-Sulpice (París, 1910-1911).

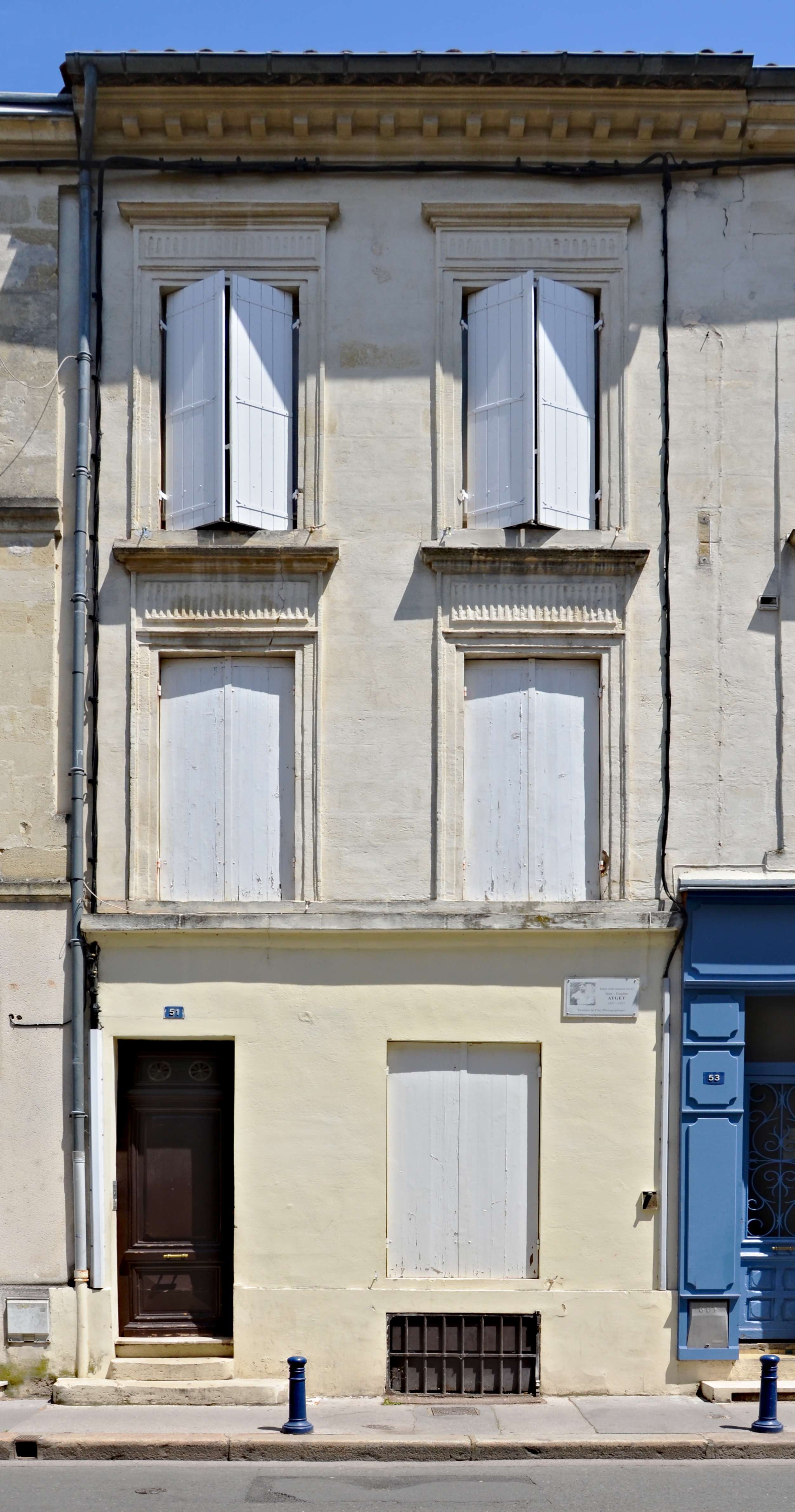
Lugar de nacimiento de Atget en Libourne (Francia).

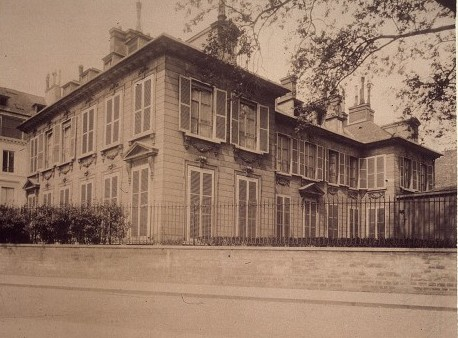
Hotel Thiroux de Montsauge (1906).

Jean-Eugène-Auguste Atget (Libourne, 12 de febrero de 1857-París, 4 de agosto de 1927) fue un fotógrafo francés, conocido por sus imágenes de arquitectura y escenas callejeras de París a finales del siglo XIX y comienzos del XX.

## Biografía
Nació el 12 de febrero de 1857 en Libourne. Su padre, el constructor de carruajes Jean-Eugène Atget, murió en 1862, y su madre, Clara-Adeline Atget (de soltera, Hourlier) murió poco después; quedó huérfano a los siete años. Fue criado por sus abuelos maternos en Burdeos y después de terminar la educación secundaria se unió a la marina mercante.
Atget se mudó a París en 1878. No aprobó el examen de ingreso a la clase de actuación, pero fue admitido cuando tuvo un segundo intento. Debido a que fue reclutado para el servicio militar, solo pudo asistir a clases a tiempo parcial y fue expulsado de la escuela de teatro. 
Aún viviendo en París, se convirtió en actor con un grupo itinerante, actuando en los suburbios de París y las provincias. Conoció a la actriz Valentine Delafosse Compagnon, quien se convirtió en su pareja hasta su muerte. Dejó de actuar a causa de una infección en sus cuerdas vocales en 1887, se mudó a provincias y se dedicó a la pintura sin éxito. Cuando tenía treinta años hizo sus primeras fotografías, de Amiens y Beauvais, que datan de 1888. 
En 1890, Atget volvió a París y se convirtió en fotógrafo profesional, proporcionando documentos para artistas: estudios para pintores, arquitectos y escenógrafos. 
A partir de 1898, instituciones como el Museo Carnavalet y la Bibliothèque historique de la ville de Paris compraron sus fotografías. Esta última le encargó alrededor de 1906 para fotografiar sistemáticamente edificios antiguos en París. En 1899 se trasladó a Montparnasse. 
Mientras era fotógrafo, Atget todavía se llamaba a sí mismo actor, dando conferencias y lecturas. 
Durante la Primera Guerra Mundial, Atget almacenó temporalmente sus archivos en su sótano para su custodia y abandonó casi por completo la fotografía. El hijo de Valentine, Léon, murió en el frente. 
En 1920-21, vendió miles de sus negativos a instituciones. Económicamente independiente, se dedicó a fotografiar los parques de Versalles, Saint-Cloud y Sceaux y realizó una serie de fotografías de prostitutas. 
Berenice Abbott, mientras trabajaba con Man Ray, visitó a Atget en 1925, compró algunas de sus fotografías e intentó interesar a otros artistas en su trabajo. Continuó promocionando Atget a través de varios artículos, exposiciones y libros, y vendió su colección de Atget al Museo de Arte Moderno en 1968. 
En 1926, Valentine, la compañera sentimental de Atget, murió; antes de que viera los retratos de rostro completo y de perfil que Abbott le tomó en 1927, mostrándolo "ligeramente encorvado ... cansado, triste, remoto, atractivo",  Atget murió el 4 de agosto de 1927, en París. 

## Trayectoria
Atget inició estudios de arte dramático en París, los que no logró concluir. Sin embargo, con esa experiencia trabajó durante más de 10 años como actor de provincias, sin conseguir obtener más que papeles secundarios. Desvinculado de la compañía teatral, decide establecerse en París donde se inicia como pintor, sin lograr repercusión alguna de su obra. Resuelve entonces, rondando los 40 años, dedicarse a la fotografía, abriendo un pequeño estudio. Originalmente ofrecía fotografías de paisajes pintorescos para artistas.

### Inicios en la fotografía
Además de los "Documentos para artistas", Atget se dedicó a sacar retratos de personas en plena calle y empezó a crear lo que sería su obra más conocida: una colección de fotografías para sí mismo de la vida diaria de la ciudad a principios del siglo XX, especialmente de aquellas zonas, oficios o modos de existir urbanos en desaparición, luego de las reformas que sufriera la ciudad desde mediados del siglo XIX, por iniciativa del barón Haussmann. Monumentos, parques, vendedores, prostitutas o escaparates son algunos de sus temas más recurrentes de una colección que alcanzó más de 4000 imágenes. Tras su muerte, la fotógrafa americana Berenice Abbott, que inició su carrera como asistente de Man Ray, adquirió sus negativos. El museo de monumentos históricos de París consiguió 2000 trabajos de Atget en 1927.

### Relación con el surrealismo

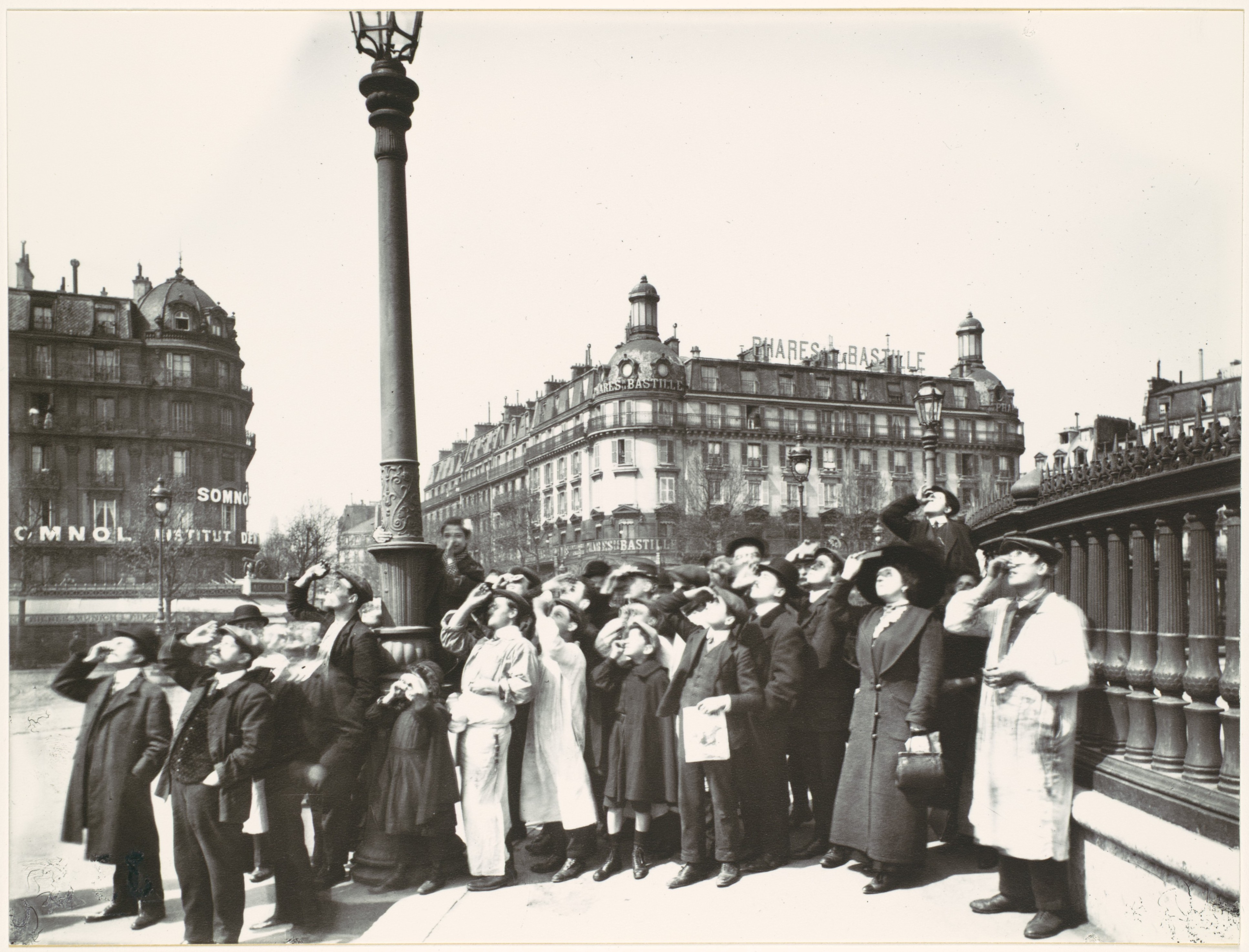
Grupo de viandantes observando el eclipse de Sol de abril de 1912.

Sus fotografías tienen gran fuerza de sugestión, reflejan la cotidianidad parisina, de una forma espontánea, libre de las ataduras de otros movimientos artísticos. Al final de su vida, su figura ya era conocida entre escritores y pintores de la época. Los surrealistas lo encumbraron viendo en sus imágenes, sobre todo en las figuras reflejadas en las vidrieras, una visión que sugiere algo fantasmal. Aunque las fotografías de Atget son tomas directas, y no participan de las búsquedas experimentales de las vanguardias, los surrealistas reconocieron en la obra de Atget un precursor de su estética, especialmente de la práctica del "objeto encontrado".

Las fotos de Atget fascinaron a estos artistas surrealistas por su capacidad intuitiva para registrar los objetos familiares y aislarlos de sus relaciones lógicas con el entorno, descontextualizando y desactivando sus funciones cotidianas, y dándoles así un nuevo carácter significante. Por ejemplo, la exhibición ordenadamente repetitiva de la mercancía dispuesta en mostradores o en escaparates será un tema recurrente en Atget, y se va a convertir también en un motivo inspirador para el imaginario surrealista.
La fotografía directa, sin manipulación alguna, posee intrínsecamente todas las condiciones necesarias para subvertir mágicamente las relaciones entre las cosas reales y convertirlas en imágenes surreales. En consecuencia, Atget se va a convertir en un precursor involuntario del surrealismo, puesto que se ocupó de rescatar los objetos de la calle para transformarlos en fantasmagorías revelándose en mitad de lo cotidiano. Esta estética del objet trouvé, en tanto que hallazgos inesperados, será una de las máximas de la fotografía y también de la práctica surrealista de entreguerras. No es extraño por tanto que la obra de Atget influyera tanto sobre la estética surrealista.

Su fotografía "El eclipse" (1912) se publicó en la portada del N.º 7 de la revista La Révolution Surrealiste.

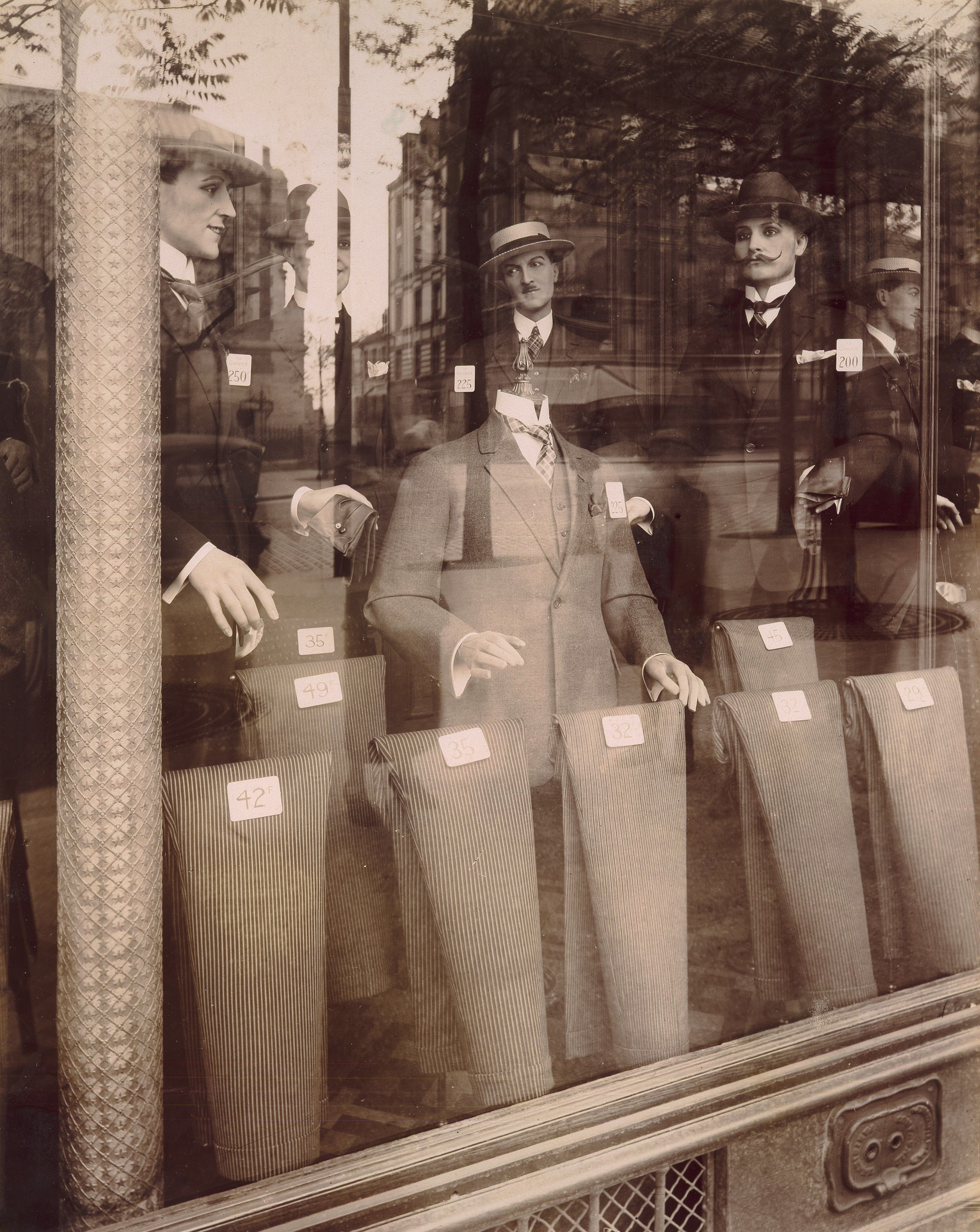
Escaparate de una tienda de moda masculina en la Avenida de los Gobelinos, 1925.

Su obra, con el tema de la Arquitectura, ha sido comentada y reseñada junto a la obra de Berenice Abbott y Amanda Bouchenoire, desde las perspectivas historicistas y considerando sus alcances estéticos: "(...) los tres autores coinciden en la búsqueda y la exaltación de la belleza intrínseca en sus objetivos, independientemente de la cualidad y la claridad de sus referentes.”

### Reconocimientos
A pesar de esa popularidad en alza murió en la miseria. En Estados Unidos está considerado como un maestro de la fotografía y Francia lo vuelve a descubrir desde los años 1980. La Biblioteca Nacional de Francia (París) ofreció una retrospectiva de Atget desde el 27 de marzo hasta el primero de julio de 2007. En 2019, 11 de sus fotografías fueron expuestas en el marco de la exposición Berenice Abbott. Retratos de la Modernidad, producida por la Fundación Mapfre para sus salas de Madrid y Barcelona. Ella había sido una de las principales impulsoras de la obra del fotógrafo francés.